# 17e étape du Tour d'Espagne 2020
Pour un article plus général, voir Tour d'Espagne 2020.
La 17e étape du Tour d'Espagne 2020 se déroule le samedi 7 novembre 2020, de Sequeros à Sierra de Béjar-La Covatilla, sur une distance de 178,2 km.

## Résultats

### Classement de l'étape
| \| Classement de l'étape \| Classement de l'étape \| Classement de l'étape \| Classement de l'étape \| Classement de l'étape \| \| Coureur \| Coureur \| Pays \| Équipe \| Temps \| \| --------------------- \| --------------------- \| --------------------- \| --------------------- \| --------------------- \| \| 1er \| David Gaudu \| France \| Groupama-FDJ \| 4 h 54 min 32 s \| \| 2e \| Gino Mäder \| Suisse \| NTT Pro Cycling \| + 28 s \| \| 3e \| Ion Izagirre \| Espagne \| Astana \| + 1 min 05 s \| \| 4e \| David de la Cruz \| Espagne \| UAE Team Emirates \| + 1 min 05 s \| \| 5e \| Mark Donovan \| Royaume-Uni \| Team Sunweb \| + 1 min 53 s \| \| 6e \| Michael Storer \| Australie \| Team Sunweb \| + 1 min 53 s \| \| 7e \| Guillaume Martin \| France \| Cofidis \| + 2 min 23 s \| \| 8e \| Richard Carapaz \| Équateur \| Ineos Grenadiers \| + 2 min 35 s \| \| 9e \| Hugh Carthy \| Royaume-Uni \| EF Pro Cycling \| + 2 min 50 s \| \| 10e \| Primož Roglič \| Slovénie \| Jumbo-Visma \| + 2 min 56 s \| |                  |             |                   |                 |
| |                  |             |                   |                 |
| Source : ProCyclingStats |                  |             |                   |                 |
| Classement de l'étape |                  |             |                   |                 |
| Coureur | Coureur          | Pays        | Équipe            | Temps           |
| 1er | David Gaudu      | France      | Groupama-FDJ      | 4 h 54 min 32 s |
| 2e | Gino Mäder       | Suisse      | NTT Pro Cycling   | + 28 s          |
| 3e | Ion Izagirre     | Espagne     | Astana            | + 1 min 05 s    |
| 4e | David de la Cruz | Espagne     | UAE Team Emirates | + 1 min 05 s    |
| 5e | Mark Donovan     | Royaume-Uni | Team Sunweb       | + 1 min 53 s    |
| 6e | Michael Storer   | Australie   | Team Sunweb       | + 1 min 53 s    |
| 7e | Guillaume Martin | France      | Cofidis           | + 2 min 23 s    |
| 8e | Richard Carapaz  | Équateur    | Ineos Grenadiers  | + 2 min 35 s    |
| 9e | Hugh Carthy      | Royaume-Uni | EF Pro Cycling    | + 2 min 50 s    |
| 10e | Primož Roglič    | Slovénie    | Jumbo-Visma       | + 2 min 56 s    |

### Points attribués pour le classement par points
| Sprint intermédiaire Montemayor del Río (km 129,5) | Sprint intermédiaire Montemayor del Río (km 129,5) | Sprint intermédiaire Montemayor del Río (km 129,5) | Sprint intermédiaire Montemayor del Río (km 129,5) | Sprint intermédiaire Montemayor del Río (km 129,5) |
| -------------------------------------------------- | -------------------------------------------------- | -------------------------------------------------- | -------------------------------------------------- | -------------------------------------------------- |
|                                                    | Coureur                                            | Pays                                               | Équipe                                             | Point(s)                                           |
| 1er                                                | David de la Cruz                                   | Espagne                                            | UAE Emirates                                       | 4                                                  |
| 2e                                                 | Fred Wright                                        | Royaume-Uni                                        | Bahrain-McLaren                                    | 2                                                  |
| 3e                                                 | Ivo Oliveira                                       | Portugal                                           | UAE Emirates                                       | 1                                                  |
| modifier                                           |                                                    |                                                    |                                                    |                                                    |

| Arrivée d'étape Alto de La Covatilla (km 178,2) | Arrivée d'étape Alto de La Covatilla (km 178,2) | Arrivée d'étape Alto de La Covatilla (km 178,2) | Arrivée d'étape Alto de La Covatilla (km 178,2) | Arrivée d'étape Alto de La Covatilla (km 178,2) |
| ----------------------------------------------- | ----------------------------------------------- | ----------------------------------------------- | ----------------------------------------------- | ----------------------------------------------- |
|                                                 | Coureur                                         | Pays                                            | Équipe                                          | Point(s)                                        |
| 1er                                             | David Gaudu                                     | France                                          | Groupama-FDJ                                    | 25                                              |
| 2e                                              | Gino Mäder                                      | Suisse                                          | NTT Pro Cycling                                 | 20                                              |
| 3e                                              | Ion Izagirre                                    | Espagne                                         | Astana                                          | 16                                              |
| 4e                                              | David de la Cruz                                | Espagne                                         | UAE Emirates                                    | 14                                              |
| 5e                                              | Mark Donovan                                    | Royaume-Uni                                     | Sunweb                                          | 12                                              |
| 6e                                              | Michael Storer                                  | Australie                                       | Sunweb                                          | 10                                              |
| 7e                                              | Guillaume Martin                                | France                                          | Cofidis                                         | 9                                               |
| 8e                                              | Richard Carapaz                                 | Équateur                                        | Ineos Grenadiers                                | 8                                               |
| 9e                                              | Hugh Carthy                                     | Royaume-Uni                                     | EF Pro Cycling                                  | 7                                               |
| 10e                                             | Primož Roglič                                   | Slovénie                                        | Jumbo-Visma                                     | 6                                               |
| 11e                                             | Enric Mas                                       | Espagne                                         | Movistar                                        | 5                                               |
| 12e                                             | Marc Soler                                      | Espagne                                         | Movistar                                        | 4                                               |
| 13e                                             | Dorian Godon                                    | France                                          | AG2R La Mondiale                                | 3                                               |
| 14e                                             | Aleksandr Vlasov                                | Russie                                          | Astana                                          | 2                                               |
| 15e                                             | Alejandro Valverde                              | Espagne                                         | Movistar                                        | 1                                               |
| modifier                                        |                                                 |                                                 |                                                 |                                                 |

### Points attribués pour le classement du meilleur grimpeur
| Alto Portillo de las Batuecas (km 49,1) 1re catégorie (10,1 km à 6,5%) | Alto Portillo de las Batuecas (km 49,1) 1re catégorie (10,1 km à 6,5%) | Alto Portillo de las Batuecas (km 49,1) 1re catégorie (10,1 km à 6,5%) | Alto Portillo de las Batuecas (km 49,1) 1re catégorie (10,1 km à 6,5%) | Alto Portillo de las Batuecas (km 49,1) 1re catégorie (10,1 km à 6,5%) |
| ---------------------------------------------------------------------- | ---------------------------------------------------------------------- | ---------------------------------------------------------------------- | ---------------------------------------------------------------------- | ---------------------------------------------------------------------- |
|                                                                        | Coureur                                                                | Pays                                                                   | Équipe                                                                 | Point(s)                                                               |
| 1er                                                                    | Guillaume Martin                                                       | France                                                                 | Cofidis                                                                | 10                                                                     |
| 2e                                                                     | Rui Costa                                                              | Portugal                                                               | UAE Emirates                                                           | 6                                                                      |
| 3e                                                                     | Ivo Oliveira                                                           | Portugal                                                               | UAE Emirates                                                           | 4                                                                      |
| 4e                                                                     | David de la Cruz                                                       | Espagne                                                                | UAE Emirates                                                           | 2                                                                      |
| 5e                                                                     | Omar Fraile                                                            | Espagne                                                                | Astana                                                                 | 1                                                                      |
| modifier                                                               |                                                                        |                                                                        |                                                                        |                                                                        |

| San Miguel de Valero (km 88,3) 3e catégorie (12,0 km à 3,4%) | San Miguel de Valero (km 88,3) 3e catégorie (12,0 km à 3,4%) | San Miguel de Valero (km 88,3) 3e catégorie (12,0 km à 3,4%) | San Miguel de Valero (km 88,3) 3e catégorie (12,0 km à 3,4%) | San Miguel de Valero (km 88,3) 3e catégorie (12,0 km à 3,4%) |
| ------------------------------------------------------------ | ------------------------------------------------------------ | ------------------------------------------------------------ | ------------------------------------------------------------ | ------------------------------------------------------------ |
|                                                              | Coureur                                                      | Pays                                                         | Équipe                                                       | Point(s)                                                     |
| 1er                                                          | Ivo Oliveira                                                 | Portugal                                                     | UAE Emirates                                                 | 3                                                            |
| 2e                                                           | Bruno Armirail                                               | France                                                       | Groupama-FDJ                                                 | 2                                                            |
| 3e                                                           | Michael Schwarzmann                                          | Allemagne                                                    | Bora-Hansgrohe                                               | 1                                                            |
| modifier                                                     |                                                              |                                                              |                                                              |                                                              |

| Alto de Cristóbal (km 103,2) 3e catégorie (6,2 km à 4,7%) | Alto de Cristóbal (km 103,2) 3e catégorie (6,2 km à 4,7%) | Alto de Cristóbal (km 103,2) 3e catégorie (6,2 km à 4,7%) | Alto de Cristóbal (km 103,2) 3e catégorie (6,2 km à 4,7%) | Alto de Cristóbal (km 103,2) 3e catégorie (6,2 km à 4,7%) |
| --------------------------------------------------------- | --------------------------------------------------------- | --------------------------------------------------------- | --------------------------------------------------------- | --------------------------------------------------------- |
|                                                           | Coureur                                                   | Pays                                                      | Équipe                                                    | Point(s)                                                  |
| 1er                                                       | Ivo Oliveira                                              | Portugal                                                  | UAE Emirates                                              | 3                                                         |
| 2e                                                        | Bruno Armirail                                            | France                                                    | Groupama-FDJ                                              | 2                                                         |
| 3e                                                        | Rui Costa                                                 | Portugal                                                  | UAE Emirates                                              | 1                                                         |
| modifier                                                  |                                                           |                                                           |                                                           |                                                           |

| Alto de Peñacaballera (km 134,6) 3e catégorie (4,6 km à 5,3%) | Alto de Peñacaballera (km 134,6) 3e catégorie (4,6 km à 5,3%) | Alto de Peñacaballera (km 134,6) 3e catégorie (4,6 km à 5,3%) | Alto de Peñacaballera (km 134,6) 3e catégorie (4,6 km à 5,3%) | Alto de Peñacaballera (km 134,6) 3e catégorie (4,6 km à 5,3%) |
| ------------------------------------------------------------- | ------------------------------------------------------------- | ------------------------------------------------------------- | ------------------------------------------------------------- | ------------------------------------------------------------- |
|                                                               | Coureur                                                       | Pays                                                          | Équipe                                                        | Point(s)                                                      |
| 1er                                                           | Rui Costa                                                     | Portugal                                                      | UAE Emirates                                                  | 3                                                             |
| 2e                                                            | Bruno Armirail                                                | France                                                        | Groupama-FDJ                                                  | 2                                                             |
| 3e                                                            | David de la Cruz                                              | Espagne                                                       | UAE Emirates                                                  | 1                                                             |
| modifier                                                      |                                                               |                                                               |                                                               |                                                               |

| Alto de la Garganta (km 152) 2e catégorie (12,0 km à 4,8%) | Alto de la Garganta (km 152) 2e catégorie (12,0 km à 4,8%) | Alto de la Garganta (km 152) 2e catégorie (12,0 km à 4,8%) | Alto de la Garganta (km 152) 2e catégorie (12,0 km à 4,8%) | Alto de la Garganta (km 152) 2e catégorie (12,0 km à 4,8%) |
| ---------------------------------------------------------- | ---------------------------------------------------------- | ---------------------------------------------------------- | ---------------------------------------------------------- | ---------------------------------------------------------- |
|                                                            | Coureur                                                    | Pays                                                       | Équipe                                                     | Point(s)                                                   |
| 1er                                                        | Rui Costa                                                  | Portugal                                                   | UAE Emirates                                               | 5                                                          |
| 2e                                                         | Bruno Armirail                                             | France                                                     | Groupama-FDJ                                               | 3                                                          |
| 3e                                                         | David de la Cruz                                           | Espagne                                                    | UAE Emirates                                               | 1                                                          |
| modifier                                                   |                                                            |                                                            |                                                            |                                                            |

| Alto de La Covatilla (km 178,2) Hors Catégorie (11,4 km à 7,1%) | Alto de La Covatilla (km 178,2) Hors Catégorie (11,4 km à 7,1%) | Alto de La Covatilla (km 178,2) Hors Catégorie (11,4 km à 7,1%) | Alto de La Covatilla (km 178,2) Hors Catégorie (11,4 km à 7,1%) | Alto de La Covatilla (km 178,2) Hors Catégorie (11,4 km à 7,1%) |
| --------------------------------------------------------------- | --------------------------------------------------------------- | --------------------------------------------------------------- | --------------------------------------------------------------- | --------------------------------------------------------------- |
|                                                                 | Coureur                                                         | Pays                                                            | Équipe                                                          | Point(s)                                                        |
| 1er                                                             | David Gaudu                                                     | France                                                          | Groupama-FDJ                                                    | 15                                                              |
| 2e                                                              | Gino Mäder                                                      | Suisse                                                          | NTT Pro Cycling                                                 | 10                                                              |
| 3e                                                              | Ion Izagirre                                                    | Espagne                                                         | Astana                                                          | 6                                                               |
| 4e                                                              | David de la Cruz                                                | Espagne                                                         | UAE Emirates                                                    | 4                                                               |
| 5e                                                              | Mark Donovan                                                    | Royaume-Uni                                                     | Sunweb                                                          | 2                                                               |
| modifier                                                        |                                                                 |                                                                 |                                                                 |                                                                 |

### Bonifications
|   | Coureur          | Pays        | Équipe       | Secondes |
| - | ---------------- | ----------- | ------------ | -------- |
| 1 | David de la Cruz | Espagne     | UAE Emirates | 3 s      |
| 2 | Fred Wright      | Royaume-Uni | Sunweb       | 2 s      |
| 3 | Ivo Oliveira     | Portugal    | UAE Emirates | 1 s      |

|   | Coureur      | Pays    | Équipe          | Secondes |
| - | ------------ | ------- | --------------- | -------- |
| 1 | David Gaudu  | France  | Groupama-FDJ    | 10 s     |
| 2 | Gino Mäder   | Suisse  | NTT Pro Cycling | 6 s      |
| 3 | Ion Izagirre | Espagne | Astana          | 4 s      |

## Classements à l'issue de l'étape

### Classement général
| \| Classement général \| Classement général \| Classement général \| Classement général \| Classement général \| \| Coureur \| Coureur \| Pays \| Équipe \| Temps \| \| ------------------ \| ------------------- \| ------------------ \| ---------------------- \| ------------------ \| \| 1er \| Primož Roglič \| Slovénie \| Jumbo-Visma \| 67 h 17 min 59 s \| \| 2e \| Richard Carapaz \| Équateur \| Ineos Grenadiers \| + 24 s \| \| 3e \| Hugh Carthy \| Royaume-Uni \| EF Pro Cycling \| + 47 s \| \| 4e \| Dan Martin \| Irlande \| Israel Start-Up Nation \| + 2 min 43 s \| \| 5e \| Enric Mas \| Espagne \| Movistar Team \| + 3 min 36 s \| \| 6e \| Wout Poels \| Pays-Bas \| Bahrain McLaren \| + 7 min 16 s \| \| 7e \| David de la Cruz \| Espagne \| UAE Team Emirates \| + 7 min 35 s \| \| 8e \| David Gaudu \| France \| Groupama-FDJ \| + 7 min 45 s \| \| 9e \| Felix Großschartner \| Autriche \| Bora-Hansgrohe \| + 8 min 15 s \| \| 10e \| Alejandro Valverde \| Espagne \| Movistar Team \| + 9 min 34 s \| |                     |             |                        |                  |
| |                     |             |                        |                  |
| Source : ProCyclingStats |                     |             |                        |                  |
| Classement général |                     |             |                        |                  |
| Coureur | Coureur             | Pays        | Équipe                 | Temps            |
| 1er | Primož Roglič       | Slovénie    | Jumbo-Visma            | 67 h 17 min 59 s |
| 2e | Richard Carapaz     | Équateur    | Ineos Grenadiers       | + 24 s           |
| 3e | Hugh Carthy         | Royaume-Uni | EF Pro Cycling         | + 47 s           |
| 4e | Dan Martin          | Irlande     | Israel Start-Up Nation | + 2 min 43 s     |
| 5e | Enric Mas           | Espagne     | Movistar Team          | + 3 min 36 s     |
| 6e | Wout Poels          | Pays-Bas    | Bahrain McLaren        | + 7 min 16 s     |
| 7e | David de la Cruz    | Espagne     | UAE Team Emirates      | + 7 min 35 s     |
| 8e | David Gaudu         | France      | Groupama-FDJ           | + 7 min 45 s     |
| 9e | Felix Großschartner | Autriche    | Bora-Hansgrohe         | + 8 min 15 s     |
| 10e | Alejandro Valverde  | Espagne     | Movistar Team          | + 9 min 34 s     |

| Classement par points | Classement par points | Classement par points | Classement par points  | Classement par points |
| Coureur               | Coureur               | Pays                  | Équipe                 | Points                |
| --------------------- | --------------------- | --------------------- | ---------------------- | --------------------- |
| 1er                   | Primož Roglič         | Slovénie              | Jumbo-Visma            | 204 pts               |
| 2e                    | Richard Carapaz       | Équateur              | Ineos Grenadiers       | 133 pts               |
| 3e                    | Dan Martin            | Irlande               | Israel Start-Up Nation | 111 pts               |
| 4e                    | Hugh Carthy           | Royaume-Uni           | EF Pro Cycling         | 96 pts                |
| 5e                    | Guillaume Martin      | France                | Cofidis                | 87 pts                |
| 6e                    | Marc Soler            | Espagne               | Movistar Team          | 73 pts                |
| 7e                    | Michael Woods         | Canada                | EF Pro Cycling         | 72 pts                |
| 8e                    | Enric Mas             | Espagne               | Movistar Team          | 71 pts                |
| 9e                    | Felix Großschartner   | Autriche              | Bora-Hansgrohe         | 71 pts                |
| 10e                   | Jasper Philipsen      | Belgique              | UAE Team Emirates      | 66 pts                |

| Classement par points | Classement par points | Classement par points | Classement par points  | Classement par points |
| Coureur               | Coureur               | Pays                  | Équipe                 | Points                |
| --------------------- | --------------------- | --------------------- | ---------------------- | --------------------- |
| 1er                   | Primož Roglič         | Slovénie              | Jumbo-Visma            | 204 pts               |
| 2e                    | Richard Carapaz       | Équateur              | Ineos Grenadiers       | 133 pts               |
| 3e                    | Dan Martin            | Irlande               | Israel Start-Up Nation | 111 pts               |
| 4e                    | Hugh Carthy           | Royaume-Uni           | EF Pro Cycling         | 96 pts                |
| 5e                    | Guillaume Martin      | France                | Cofidis                | 87 pts                |
| 6e                    | Marc Soler            | Espagne               | Movistar Team          | 73 pts                |
| 7e                    | Michael Woods         | Canada                | EF Pro Cycling         | 72 pts                |
| 8e                    | Enric Mas             | Espagne               | Movistar Team          | 71 pts                |
| 9e                    | Felix Großschartner   | Autriche              | Bora-Hansgrohe         | 71 pts                |
| 10e                   | Jasper Philipsen      | Belgique              | UAE Team Emirates      | 66 pts                |

| Classement de la montagne | Classement de la montagne | Classement de la montagne | Classement de la montagne | Classement de la montagne |
| Coureur                   | Coureur                   | Pays                      | Équipe                    | Points                    |
| ------------------------- | ------------------------- | ------------------------- | ------------------------- | ------------------------- |
| 1er                       | Guillaume Martin          | France                    | Cofidis                   | 99 pts                    |
| 2e                        | Tim Wellens               | Belgique                  | Lotto-Soudal              | 34 pts                    |
| 3e                        | Richard Carapaz           | Équateur                  | Ineos Grenadiers          | 30 pts                    |
| 4e                        | David Gaudu               | France                    | Groupama-FDJ              | 29 pts                    |
| 5e                        | Sepp Kuss                 | États-Unis                | Jumbo-Visma               | 27 pts                    |
| 6e                        | Primož Roglič             | Slovénie                  | Jumbo-Visma               | 24 pts                    |
| 7e                        | Hugh Carthy               | Royaume-Uni               | EF Pro Cycling            | 21 pts                    |
| 8e                        | Michael Woods             | Canada                    | EF Pro Cycling            | 21 pts                    |
| 9e                        | Rui Costa                 | Portugal                  | UAE Team Emirates         | 21 pts                    |
| 10e                       | Dan Martin                | Irlande                   | Israel Start-Up Nation    | 20 pts                    |

| Classement de la montagne | Classement de la montagne | Classement de la montagne | Classement de la montagne | Classement de la montagne |
| Coureur                   | Coureur                   | Pays                      | Équipe                    | Points                    |
| ------------------------- | ------------------------- | ------------------------- | ------------------------- | ------------------------- |
| 1er                       | Guillaume Martin          | France                    | Cofidis                   | 99 pts                    |
| 2e                        | Tim Wellens               | Belgique                  | Lotto-Soudal              | 34 pts                    |
| 3e                        | Richard Carapaz           | Équateur                  | Ineos Grenadiers          | 30 pts                    |
| 4e                        | David Gaudu               | France                    | Groupama-FDJ              | 29 pts                    |
| 5e                        | Sepp Kuss                 | États-Unis                | Jumbo-Visma               | 27 pts                    |
| 6e                        | Primož Roglič             | Slovénie                  | Jumbo-Visma               | 24 pts                    |
| 7e                        | Hugh Carthy               | Royaume-Uni               | EF Pro Cycling            | 21 pts                    |
| 8e                        | Michael Woods             | Canada                    | EF Pro Cycling            | 21 pts                    |
| 9e                        | Rui Costa                 | Portugal                  | UAE Team Emirates         | 21 pts                    |
| 10e                       | Dan Martin                | Irlande                   | Israel Start-Up Nation    | 20 pts                    |

| Classement du meilleur jeune | Classement du meilleur jeune | Classement du meilleur jeune | Classement du meilleur jeune | Classement du meilleur jeune |
| Coureur                      | Coureur                      | Pays                         | Équipe                       | Temps                        |
| ---------------------------- | ---------------------------- | ---------------------------- | ---------------------------- | ---------------------------- |
| 1er                          | Enric Mas                    | Espagne                      | Movistar Team                | 69 h 21 min 35 s             |
| 2e                           | David Gaudu                  | France                       | Groupama-FDJ                 | + 4 min 09 s                 |
| 3e                           | Aleksandr Vlasov             | Russie                       | Astana                       | + 6 min 00 s                 |
| 4e                           | Gino Mäder                   | Suisse                       | NTT Pro Cycling              | + 40 min 03 s                |
| 5e                           | Georg Zimmermann             | Allemagne                    | CCC Team                     | + 41 min 28 s                |
| 6e                           | William Barta                | États-Unis                   | CCC Team                     | + 45 min 52 s                |
| 7e                           | Kobe Goossens                | Belgique                     | Lotto-Soudal                 | + 59 min 21 s                |
| 8e                           | Clément Champoussin          | France                       | AG2R La Mondiale             | + 1 h 17 min 44 s            |
| 9e                           | Robert Power                 | Australie                    | Team Sunweb                  | + 1 h 28 min 58 s            |
| 10e                          | Dorian Godon                 | France                       | AG2R La Mondiale             | + 1 h 38 min 24 s            |

| Classement du meilleur jeune | Classement du meilleur jeune | Classement du meilleur jeune | Classement du meilleur jeune | Classement du meilleur jeune |
| Coureur                      | Coureur                      | Pays                         | Équipe                       | Temps                        |
| ---------------------------- | ---------------------------- | ---------------------------- | ---------------------------- | ---------------------------- |
| 1er                          | Enric Mas                    | Espagne                      | Movistar Team                | 69 h 21 min 35 s             |
| 2e                           | David Gaudu                  | France                       | Groupama-FDJ                 | + 4 min 09 s                 |
| 3e                           | Aleksandr Vlasov             | Russie                       | Astana                       | + 6 min 00 s                 |
| 4e                           | Gino Mäder                   | Suisse                       | NTT Pro Cycling              | + 40 min 03 s                |
| 5e                           | Georg Zimmermann             | Allemagne                    | CCC Team                     | + 41 min 28 s                |
| 6e                           | William Barta                | États-Unis                   | CCC Team                     | + 45 min 52 s                |
| 7e                           | Kobe Goossens                | Belgique                     | Lotto-Soudal                 | + 59 min 21 s                |
| 8e                           | Clément Champoussin          | France                       | AG2R La Mondiale             | + 1 h 17 min 44 s            |
| 9e                           | Robert Power                 | Australie                    | Team Sunweb                  | + 1 h 28 min 58 s            |
| 10e                          | Dorian Godon                 | France                       | AG2R La Mondiale             | + 1 h 38 min 24 s            |

| Classement par équipes | Classement par équipes | Classement par équipes | Classement par équipes |
| Équipe                 | Équipe                 | Pays                   | Temps                  |
| ---------------------- | ---------------------- | ---------------------- | ---------------------- |
| 1re                    | Movistar Team          | Espagne                | 208 h 12 min 42 s      |
| 2e                     | Jumbo-Visma            | Pays-Bas               | + 10 min 23 s          |
| 3e                     | Astana                 | Kazakhstan             | + 40 min 09 s          |
| 4e                     | UAE Team Emirates      | Émirats arabes unis    | + 1 h 04 min 05 s      |
| 5e                     | Mitchelton-Scott       | Australie              | + 1 h 08 min 33 s      |
| 6e                     | Cofidis                | France                 | + 1 h 44 min 20 s      |
| 7e                     | Ineos Grenadiers       | Royaume-Uni            | + 2 h 32 min 28 s      |
| 8e                     | Groupama-FDJ           | France                 | + 2 h 44 min 38 s      |
| 9e                     | Team Sunweb            | Allemagne              | + 3 h 07 min 51 s      |
| 10e                    | EF Pro Cycling         | États-Unis             | + 3 h 11 min 29 s      |

| Classement par équipes | Classement par équipes | Classement par équipes | Classement par équipes |
| Équipe                 | Équipe                 | Pays                   | Temps                  |
| ---------------------- | ---------------------- | ---------------------- | ---------------------- |
| 1re                    | Movistar Team          | Espagne                | 208 h 12 min 42 s      |
| 2e                     | Jumbo-Visma            | Pays-Bas               | + 10 min 23 s          |
| 3e                     | Astana                 | Kazakhstan             | + 40 min 09 s          |
| 4e                     | UAE Team Emirates      | Émirats arabes unis    | + 1 h 04 min 05 s      |
| 5e                     | Mitchelton-Scott       | Australie              | + 1 h 08 min 33 s      |
| 6e                     | Cofidis                | France                 | + 1 h 44 min 20 s      |
| 7e                     | Ineos Grenadiers       | Royaume-Uni            | + 2 h 32 min 28 s      |
| 8e                     | Groupama-FDJ           | France                 | + 2 h 44 min 38 s      |
| 9e                     | Team Sunweb            | Allemagne              | + 3 h 07 min 51 s      |
| 10e                    | EF Pro Cycling         | États-Unis             | + 3 h 11 min 29 s      |

## Prix de la Combativité
- Marc Soler (Movistar )

## Abandons
Aucun abandon.